# Феба (спутник Сатурна)
Фе́ба (лат. Phoebe, др.-греч. Φοίβη) — самый массивный из нерегулярных удалённых спутников Сатурна, открытый У. Пикерингом в 1899 году по снимкам, полученным в Арекипской обсерватории (Перу). Названа в честь титаниды Фебы из древнегреческой мифологии. Также обозначается как Сатурн IX.
Феба вращается в обратном направлении по довольно вытянутой и наклонной орбите. Параметры спутника:
- радиус (большая полуось) орбиты — 12,96 млн км.;
- размеры — 230×220×210 км;
- масса — 8,289⋅1018 кг;
- плотность (по данным НАСА) — 1,6 г/см³;
- альбедо — 0,06;
- температура поверхности — около 75K (−198 °C).

Предположительно, Феба образовалась в поясе Койпера и была кентавром, что оказался захвачен притяжением Сатурна (что позволяет объяснить обратное направление движения спутника по орбите).
В июне 2004 года мимо спутника пролетал аппарат «Кассини». Как заметил один из руководителей миссии «Кассини» доктор Альфред Макэвен, «пейзажи Фебы сильно отличаются от снимков астероидов. Они скорее напоминают Тритон и другие объекты, которые сформировались более 4 миллиардов лет назад во внешних пределах Солнечной системы».
Феба является очень тёмным телом, но внутренность некоторых кратеров состоит из более светлого материала, предположительно льда. Плотность спутника относительно велика для небесного тела таких размеров, поэтому предполагается наличие заметного количества каменистых пород внутри него.
Имеет несколько неправильную форму, далекую от сфероидной. Предполагается, что ранее в прошлом Феба имела более округлую поверхность и находилась в состоянии, близком к гидростатическому равновесию, однако из-за эндогенной активности (или экзогенных факторов) приняла свой нынешний вид. Некоторыми учёными классифицируется как бывшая карликовая планета.